# Arhopala eumolphus
Arhopala eumolphus är en fjärilsart som beskrevs av Pieter Cramer 1782. Arhopala eumolphus ingår i släktet Arhopala och familjen juvelvingar. Inga underarter finns listade i Catalogue of Life.